# ヴォディツェ (クロアチア)
ヴォディツェ（クロアチア語: Vodice,イタリア語: Vodizze）はクロアチア、中央ダルマチアのシベニク＝クニン郡にある都市及び基礎自治体である。シベニクの北西10kmに位置するアドリア海沿岸の町で、2001年の国勢調査による人口は9,407人でそのうち94.79%をクロアチア人が占める。ヴォディツェはビーチもあり人気のある観光地の一つで、夏の観光業はヴォディツェの主要な産業となっており宿泊施設も充実している。

## 歴史
ヴォイディツェが最初に文書に言及されたのはヴェネツィア共和国領域下の1402年であるが、それより遥か以前のローマ時代にはすでにダルマチアの都市アラウサ（Arausa）として成立していた。地名のvodaは水源に由来しており、当時周辺に水を供給していた。1421年に聖十字教会が建てられている。16世紀から17世紀にかけいく度かオスマン帝国の攻撃に遭うが、城壁や塔により防御に成功しておりその跡は今も見ることが出来る。1746年、町の中心に教区教会が建てられた。